# Mike Brearley
Pour les articles homonymes, voir Brearley.
John Michael Brearley, dit Mike Brearley, est un joueur de cricket international anglais né le 28 avril 1942 à Harrow. Ce batteur effectue sa carrière avec le Middlesex County Cricket Club entre 1961 et 1983. Il dispute 39 test-matchs avec l'équipe d'Angleterre entre 1976 et 1981, dont 31 en tant que capitaine. Il participe également à 25 ODI avec la sélection entre 1977 et 1980.

## Biographie
Mike Brearley naît le 28 avril 1942 à Harrow. Son père, Horace Brearley, originaire du Yorkshire, a joué quelques rares matchs de cricket avec le Yorkshire County Cricket Club et le Middlesex County Cricket Club. Il étudie à la City of London School et, à 14 ans, joue la première de ses cinq saisons avec l'équipe première de cricket de l'école. Il a la meilleure moyenne à la batte de l'équipe pendant quatre années consécutives. Il entre ensuite à l'Université de Cambridge et fait ses débuts en cricket « first-class » en 1961 avec l'équipe de l'université contre le Surrey. Il est d'abord gardien de guichet. Ses bons scores à la batte au cours de la saison lui permettent d'être promu dans l'ordre de passage des batteurs. Cette année-là, il dispute également deux rencontres avec le Middlesex et joue avec les amateurs (Gentlemen) lors du match contre les professionnels (Players). Il en est capitaine durant ses deux dernières années d'étude, en 1963 et 1964, devenant le premier joueur de l'université à occuper cette fonction deux saisons de suite depuis Stanley Jackson en 1892 et 1893. En 1964, il est le troisième meilleur marqueur de courses de la saison anglaise. Il cumule en quatre ans 4 068 courses avec Cambridge, battant le record de l'université.
Brearley participe à la tournée de l'équipe d'Angleterre en Afrique du Sud en 1964-1965. Il ne dispute aucun test-match, mais le voyage lui ouvre les yeux sur la politique d'apartheid en vigueur dans le pays. Il dispute la saison 1965 avec le Middlesex puis, pendant cinq ans, retourne à ses études : il suit des cours post-universitaires en philosophie à Cambridge et donne dans cours dans les universités de Newcastle et de Californie. Sa carrière sportive se résume durant cette période principalement à une tournée avec l'équipe d'Angleterre des moins de 25 ans au Pakistan, où il réussit un score de 312 courses en une journée, et à quelques matchs de fin de saison avec le Middlesex.
Il se consacre à nouveau au cricket à partir de la saison 1971, lorsqu'il devient capitaine du Middlesex. Il réussit son premier century en County Championship en 1973. Ses statistiques s'améliorent avec les années. En 1975, il occupe le poste d'ouvreur et totalise 1 656 courses à la moyenne de 53,41 dans la compétition. En 1976, il conduit le Middlesex à la victoire dans le County Championship, une première pour le club depuis vingt-neuf ans. La même année, il dispute ses deux premiers test-matchs avec l'équipe d'Angleterre, à domicile, contre les Indes occidentales. Il joue les deux premières rencontres de la série de cinq mais est écarté après deux parties et des scores de 0, 17, 40 et 13 courses. Il participe à la tournée anglaise en Inde, au Sri Lanka et en Australie en 1976 et 1977. Il est alors vice-capitaine d'une sélection menée par Tony Greig. Il ne marque que 215 courses à la moyenne de 26,87 lors des rencontres disputées contre l'Inde.
En 1977, Tony Greig aide le magnat des médias australien Kerry Packer lorsque celui-ci, en conflit avec la fédération australienne, créé une ligue « rebelle », les World Series Cricket. Brearley est alors nommé capitaine en remplacement de Greig. Il mène la sélection à la victoire, à domicile, lors des Ashes contre l'Australie. Blessé lors de la tournée qui suit au Pakistan, il connaît une année difficile en tant que batteur. En tant que capitaine, il connaît, entre 1978 et 1979, la victoire dans des séries contre le Pakistan, la Nouvelle-Zélande et en Australie, remportant les Ashes 5-1. Il atteint avec l'Angleterre la finale de la Coupe du monde 1979, marquant 53 courses en demi-finale et 64 lors de la finale perdue face aux Indes occidentales. À cette occasion, les deux ouvreurs, Geoff Boycott et lui, marquent trop lentement pour que l'Angleterre puisse dépasser le total de leurs adversaires. Il participe à une nouvelle tournée en Australie en 1979-1980, au cours de laquelle les Anglais perdent une série de test-matchs 3-0, puis à un autre test-match en Inde en 1980. Il met alors une nouvelle fois sa carrière entre parenthèses pour se consacrer à des études de psychanalyse. Ian Botham lui succède à la tête de la sélection.
Botham démissionne après deux matchs difficiles lors des Ashes, en 1981. Mike Brearley est rappelé pour mener à nouveau l'Angleterre. Les performances d'un Botham redevenu « simple » joueur permettent aux Anglais de gagner les trois dernières parties de la série, et de l'emporter 3-1. Brearley met alors définitivement fin à sa carrière internationale. Il remporte le County Championship en 1982 avec le Middlesex, saison après laquelle il prend sa retraite sportive. Il dispute un dernier match avec le club en 1983.
Après sa retraite sportive, Brearley poursuit une carrière de psychanalyste. En 1985 paraît The Art of Captaincy, l'ouvrage qu'il consacre au rôle de capitaine. En 2007, il succède à Doug Insole en tant que président du Marylebone Cricket Club pour un mandat d'un an.

## Style et rôle
Plus que pour ses performances de batteur, c'est pour ses qualités de capitaine que Mike Brearley est sélectionné en équipe d'Angleterre,. Il y occupe un rôle d'ouvreur. Il est un capitaine novateur mais généralement conventionnel et, en tant que joueur, un pionnier des protections portées par les batteurs.

## Bilan sportif

### Principales équipes
|                      | Test        | ODI         |
| -------------------- | ----------- | ----------- |
| Angleterre           | 1976 - 1981 | 1977 - 1980 |
|                      | First-class | List A      |
| Cambridge University | 1961 - 1968 |             |
| Middlesex            | 1961 - 1983 | 1965 - 1982 |

### Statistiques
Mike Brearley dispute avec l'équipe d'Angleterre 39 test-matchs et 25 rencontres au format One-day International (ODI). Il est notamment capitaine lors de 31 de ses 39 test-matchs, en remportant 18. Sa moyenne à la batte en test-matchs, 22,88, est faible. Il réalise à ce niveau neuf scores supérieurs à 50 courses mais aucun century,.

## Honneurs
- Un des cinq Wisden Cricketers of the Year en 1977[8].
- Officier de l'Ordre de l'Empire britannique (OBE) en 1978[8].